# Luvlliejávrrie (Arvidsjaurs socken, Lappland)
Luvlliejávrrie är en sjö i Arvidsjaurs kommun i Lappland och ingår i Piteälvens huvudavrinningsområde. Sjön har en area på 1,38 kvadratkilometer och ligger 328 meter över havet. Luvlliejávrrie ligger i Piteälven Natura 2000-område. Sjön avvattnas av vattendraget Lullejaurbäcken.

## Delavrinningsområde
Luvlliejávrrie ingår i det delavrinningsområde (731361-166867) som SMHI kallar för Mynnar i Lullejaure. Medelhöjden är 339 meter över havet och ytan är 7,25 kvadratkilometer. Räknas de 7 avrinningsområdena uppströms in blir den ackumulerade arean 60,21 kvadratkilometer. Lullejaurbäcken som avvattnar avrinningsområdet har biflödesordning 3, vilket innebär att vattnet flödar genom totalt 3 vattendrag innan det når havet efter 149 kilometer. Avrinningsområdet består mestadels av skog (58 procent) och sankmarker (22 procent). Avrinningsområdet har 1,38 kvadratkilometer vattenytor vilket ger det en sjöprocent på 19 procent.